# 欧迪奥蒙
欧迪奥蒙（法語：Haudiomont，法語發音：[odjɔmɔ̃]）是法国默兹省的一个市镇，属于凡尔登区。

## 地理
欧迪奥蒙（49°6'57"N, 5°33'35"E）面积9.3 平方千米，位于法国大東部大區默兹省，该省份为法国西北部内陆省份，北与比利时接壤，西接马恩省和阿登省，南至上马恩省和孚日省，东临默尔特-摩泽尔省。
与欧迪奥蒙接壤的市镇（或旧市镇、城区）包括：瓦特龙维尔、邦泽、沙蒂永苏莱科特、马讷勒、龙沃、瓦夫尔地区吕、索姆迪约。

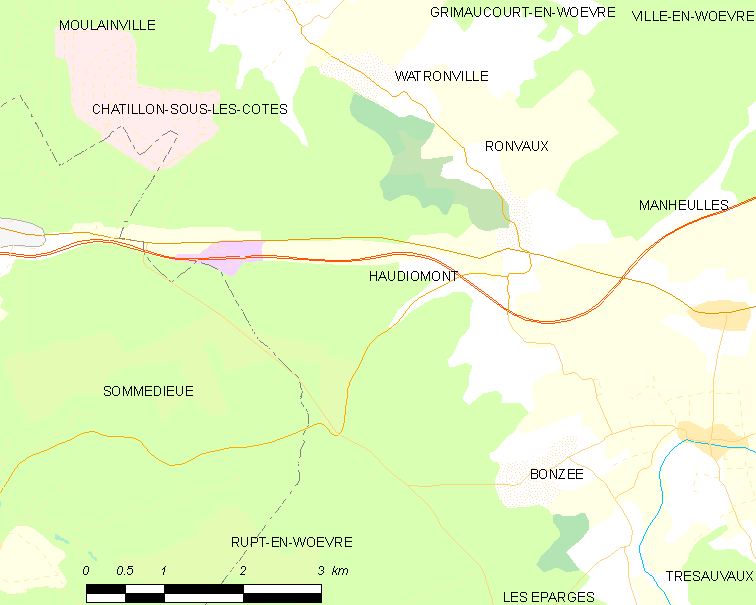
欧迪奥蒙的OSM定位图

欧迪奥蒙的时区为UTC+01:00、UTC+02:00（夏令时）。

## 行政
欧迪奥蒙的邮政编码为55160，INSEE市镇编码为55237。

## 政治
欧迪奥蒙所属的省级选区为埃坦县。

## 人口

1962-2008年间欧迪奥蒙人口变化图示

欧迪奥蒙于2022年1月1日时的人口数量为232人。